# 箸藏寺
箸藏寺（はしくらじ）是位在日本德島縣三好市的佛教寺院，是真言宗御室派的別格本山。山號「寶珠山」（ほうしゅざん）、院號「真光院」（しんこういん）。本尊金毘羅大權現、開基（創立者）為空海（弘法大師）。四國別格二十靈場之第十五番札所。

## 歷史
天長5年（828年），空海（弘法大師）在四國巡錫中，受金毘羅神之神託而開創，稱為「金毘羅奧之院」。

## 前後札所
四國別格二十靈場
14 椿堂 --(26.9km)-- 15 箸藏寺 --(29.7km)-- 16 萩原寺

## 關連項目
- 四國八十八箇所

## 外部連結
- こんぴら奥の院　箸蔵寺 （页面存档备份，存于）